# Subjacence
Subjacence je v některých modelech gramatiky obecné syntaktické omezení lokality kladené na syntaktické přesuny. Určuje omezení kladená na operaci přesunu, kterou považuje za striktně lokální proces. Pojem, který poprvé definoval Noam Chomsky v roce 1973, tvoří hlavní koncept teorie řízenosti a vázání (anglicky Government and Binding Theory). Definice uvedená v Chomského knize „Essays on form and interpretation“ z roku 1977 zní takto: „Cyklické pravidlo nemůže přesunout frázi z pozice Y na pozice X (nebo opačně) ve struktuře … X … [α… [β… Y … ] … ] … X …, pokud α a β jsou cyklické uzly. Cyklické uzly jsou S a NP“, kde S=věta (anglicky Sentence) a NP=jmenná fráze (anglicky Noun Phrase).
Tento princip říká, že prvek při jednom přesunu nelze přesunout přes více než jeden ohraničující uzel. V novějších teoriích těmito ohraničujícími uzly, které jsou překážkami přesunu, jsou AgrP (Agreement phrase) a DP (Determiner phrase) (AgrP zde nahrazuje S a DP nahrazuje NP z výše uvedené definice). Podmínka subjacence tedy omezuje přesun stanovením ohraničujících uzlů a odpovídá za fakt, že všechny přesuny jsou lokální.

## Podmínka subjacence v příkladech
K prvním, kdo v raném období generativní gramatiky vypozorovali omezení při přesunech, patří například John R. Ross (1967). Všiml si, že přesuny nejsou možné z určitých frází nazývaných extraction islands. Toto pozorování bylo dále interpretováno jazykem teorie řízenosti a vázání jako podmínka subjacence takto:
| (1) whoi did [AGRP Mary think [CP ti [AGRP John saw ti ]]                           | Koho si Marie myslila, že John viděl?                          |
| (2) *whoi did [AGRP John ask [CP whenj [AGRP ti fixed the car tj ]]                 | *Koho John poprosil, když (ten, koho poprosil) opravoval auto? |
| (3) *whoi did [AGRP John believe [DP the statement [CP ti that [AGRP Bill hit ti ]] | *Koho John věřil tvrzení, že Bill udeřil.                      |

V (1) se tázací slovo who přesouvá z pozice předmětu vedlejší věty cyklickým přesunem a při každém ze dvou přesunů překonává pouze jeden AgrP. Díky tomu neporušuje podmínku subjacence a výsledkem je gramatická věta. Detaily tohoto přesunu znázorňuje následující graf:
(1)

Protože pozice specifikátoru CP je ve větě (1) prázdná, tázací slovo who ji může použít jako „mezistanici“ (zadní vrátka) pro další přesun. V příkladu (2) je však pozice specifikátoru CP obsazena, takže tázací slovo se musí jedním přesunem přesunout přes dva prvky AgrP, což narušuje podmínku subjacence a výsledkem je negramatická věta.